# 卡薩馬
卡薩馬（英語：Kasama）是非洲南部國家贊比亞東北部的城市，也是北方省的首府，海拔高度1,400米，每年降雨量約1,200毫米，附近地區有石器時代的壁畫，城內有銀行、市場和機場，是該區的商業中心，2000年人口約200,000。
10°12′42″S 31°10′42″E / 10.21167°S 31.17833°E